# Friedrich August Göttling
Johann Friedrich August Göttling (* 5. Juni 1753 in Derenburg; † 1. September 1809 in Jena) war ein deutscher Philosoph und Chemiker.

## Leben
Göttling wurde als Sohn eines Pfarrers in Derenburg bei Halberstadt geboren, besuchte seit 1761 die Domschule zu Halberstadt und nahm bei dem Naturforscher Johann Christian Wiegleb eine Apothekerlehre auf. Im Alter von 19 Jahren wurde er Gehilfe in der Hofapotheke Weimar, die von dem Weimarer Amtsarzt, Hofmedikus, Botaniker und Chemiker Wilhelm Heinrich Sebastian Bucholz geleitet wurde, dem Ratgeber Goethes in allen naturwissenschaftlichen Fragen.
Ab 1785 studierte Göttling mit Hilfe eines Stipendiums des Herzogs Carl August an der Georg-August-Universität Göttingen Naturwissenschaften. Er unternahm Reisen in die Niederlande und nach England. 1789 ernannte ihn Goethe zum außerordentlichen Professor für Philosophie mit Lehrauftrag für Chemie an der Universität Jena. Im gleichen Jahr wurde er zum Mitglied der Leopoldina gewählt. Göttling setzte sich – mit Hilfe Goethes – konsequent für den akademischen Chemie-Unterricht ein und befreite die Chemie somit aus ihrer bisherigen Rolle als „Dienerin von Pharmazeutik und Medizin“. Erstmals hielt er Vorträge über Experimentalchemie und Technologie und begründete als erster Professor auf einem Lehrstuhl für Chemie die herausragende Rolle der deutschen Chemie und den Ruf Jenas als führendes Chemie-Institut.